# Eli Whitney
Eli Whitney (Westborough, Massachusetts 8 de desembre de 1765 – New Haven, Connecticut, 8 de gener de 1825), va ser un inventor estatunidenc conegut per inventar la màquina per desgranar el cotó, anomenada desmotadora en català (cotton gin en anglès), que va formar part del desenvolupament de la Revolució Industrial estatunidenca. Malgrat la seva importància econòmica Whitney va perdre els profits econòmics del seu invent en batalles legals sobre infraccions de la seva patent.
Tot i això, també fou seva la invenció teòrica i lleugera posada en pràctica de la teoria de les parts intercanviables. Aquesta tècnica afectava a la part del disseny d'algun producte, dividint-lo en elements que es dissenyarien per separat mantenint una sèrie de relacions entre si que permetessin el seu muntatge per tal d'obtenir el producte final. Whitney ho va posar en pràctica per a la fabricació de mosquets per a l'exèrcit dels Estats Units d'Amèrica inspirant-se en un treball semblant que havia fet temps enrere l'inventor francès Honoré Blanc per a l'exèrcit francès. Això fou la base de la producció per parts i dels recanvis. De la mateixa manera també li serví a Henry Ford com a punt de partida per dissenyar un nou concepte de procés de fabricació i de la cadena de muntatge que acabaren donant lloc a El Cas Ford.
Des de 1796 va esta casat amb Catherine Littlefield Greene.

## Biografia
Whitney va néixer a Westborough, Massachusetts, el 8 de desembre de 1765, fill gran d'Eli Whitney Sr., un pròsper granger, i de la seva dona Elizabeth Fay, també de Westborough.
Va ser famós durant la seva vida i després de la seva mort amb el nom Eli Whitney, encara que tècnicament era Eli Whitney Jr. El seu fill, nascut el 1820, també anomenat Eli, va ser conegut durant la seva vida i després amb el nom Eli Whitney Jr.
La mare de Whitney, Elizabeth Fay, va morir el 1777, quan ell tenia 11 anys. Als 14 anys va operar una rendible operació de fabricació d'ungles al taller del seu pare durant la Guerra d'Independència.
Com que la seva madrastra es va oposar al seu desig d'anar a la universitat, Whitney va treballar com a treballadora agrícola i professora d'escola per estalviar diners. Es va preparar per a Yale a la Leicester Academy (ara Becker College) i sota la tutela del reverend Elizur Goodrich de Durham, Connecticut, va entrar a la tardor de 1789 i es va graduar en Phi Beta Kappa el 1792. Whitney esperava estudiar dret, però, al trobar-se sense fons, va acceptar una oferta per anar a Carolina del Sud com a tutor particular.

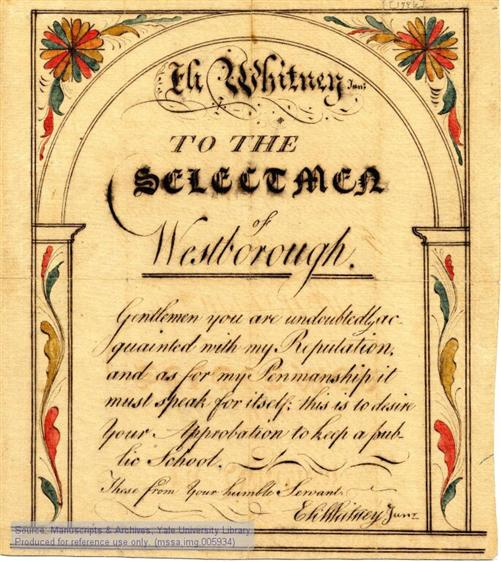
Petició de Whitney als selectes de Westborough, Massachusetts, per dirigir una escola pública, amb una mostra de la seva caligrafia

En lloc d'arribar al seu destí, es va convèncer de visitar Geòrgia. En els darrers anys del segle XVIII, Geòrgia va ser un imant per als habitants de Nova Anglaterra que buscaven la seva fortuna (el seu governador de l'època revolucionària havia estat Lyman Hall, un migrant de Connecticut). Quan va navegar inicialment cap a Carolina del Sud, entre els seus companys hi havia la vídua (Catherine Littlefield Greene) i la família de l'heroi revolucionari general Nathanael Greene de Rhode Island. La senyora Greene va convidar a Whitney a visitar la seva plantació de Geòrgia, Mulberry Grove. El seu gerent de plantació i futur marit va ser Phineas Miller, un altre migrant de Connecticut i graduat de Yale (promoció de 1785), que es convertiria en el soci comercial de Whitney.

## Carrera
Whitney és més famós per dues innovacions que van tenir un impacte significatiu als Estats Units a mitjans del segle XIX: la desmotadora de cotó (1793) i la seva defensa de les peces intercanviables. Al sud, la ginebra de cotó va revolucionar la manera de collir el cotó i va revitalitzar l'esclavitud. Per contra, al Nord l'adopció de peces intercanviables va revolucionar la indústria manufacturera, contribuint en gran manera a la victòria dels EUA a la Guerra Civil.

### Desmotadora de cotó

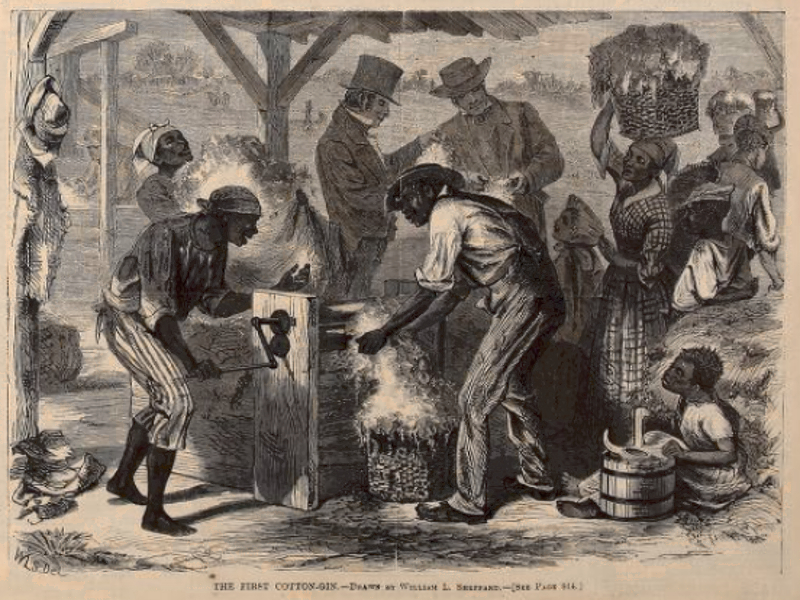
"Primera ginebra de cotó" de Harpers Weekly. Il·lustració de 1869 que representa un esdeveniment d'uns 70 anys abans.

La desmotadora de cotó és un dispositiu mecànic que elimina les llavors del cotó, un procés que abans havia estat molt laboriós. La paraula ginebra és l'abreviatura de motor. Mentre s'allotjava a Mulberry Grove, Whitney va construir uns quants aparells domèstics enginyosos que van portar a la senyora Greene a presentar-lo a uns homes de negocis que estaven discutint la conveniència d'una màquina per separar el cotó de grapa curta de les seves llavors, treball que després es va fer a mà al preu d'una lliura de pelusa al dia. En poques setmanes Whitney va produir un model. La desmotadora de cotó era un tambor de fusta enganxat amb ganxos que estiraven les fibres de cotó a través d'una malla. Les llavors de cotó no encaixaven a través de la malla i van caure a l'exterior. De tant en tant, Whitney va explicar una història en què estava reflexionant sobre un mètode millorat per sembrar el cotó quan es va inspirar en observar un gat que intentava treure un pollastre a través d'una tanca i només podia treure algunes de les plomes.
Una sola desmotadora de cotó podria generar fins a 55 lliures de cotó net diàriament. Això va contribuir al desenvolupament econòmic del sud dels Estats Units, una zona privilegiada de cultiu de cotó; uns quants historiadors creuen que aquesta invenció va permetre que el sistema d'esclavitud africà al sud dels Estats Units es tornés més sostenible en un moment crític del seu desenvolupament.

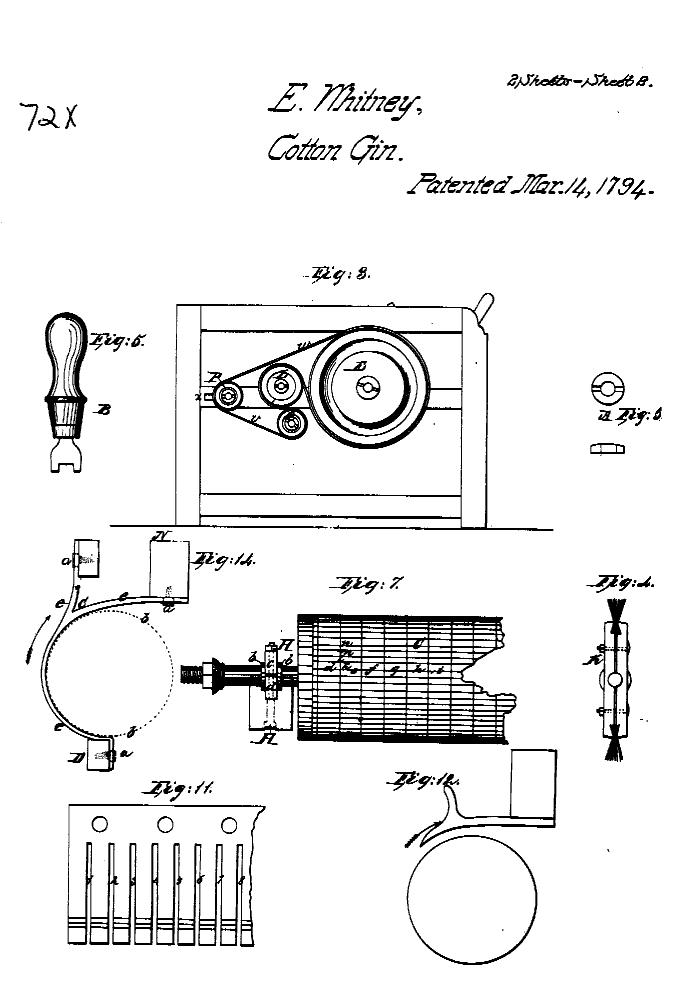
Patent de ginebra de cotó. Mostra fulles de ginebra de dents de serra, que no formaven part de la patent original de Whitney.

Whitney va sol·licitar la patent per a la seva ginebra de cotó el 28 d'octubre de 1793, i va rebre la patent (després numerada com a X72) el 14 de març de 1794, però no va ser validada fins al 1807. Whitney i la seva parella, Miller, no tenien intenció de vendre les ginebres. Més aviat, com els propietaris de molí i serradores, esperaven cobrar als agricultors per netejar el seu cotó: dues cinquenes parts del valor, pagat en cotó. El ressentiment davant aquest esquema, la simplicitat mecànica del dispositiu i l'estat primitiu de la llei de patents, van fer que la infracció fos inevitable. Whitney i Miller no van poder construir prou ginebres per satisfer la demanda, de manera que les ginebres d'altres fabricants van trobar a punt de venda. En última instància, les demandes per infracció de patents van consumir els beneficis (una patent, després anul·lada, va ser concedida el 1796 a Hogden Holmes per una ginebra que substituïa les serres circulars per les puntes)  i la seva empresa de ginebra de cotó va cessar el 1797. Un punt que sovint es passa per alt és que el primer disseny de Whitney tenia inconvenients. Hi ha proves significatives que els defectes de disseny van ser resolts pel seu patrocinador, la senyora Greene, però Whitney no li va donar cap crèdit ni reconeixement públic.

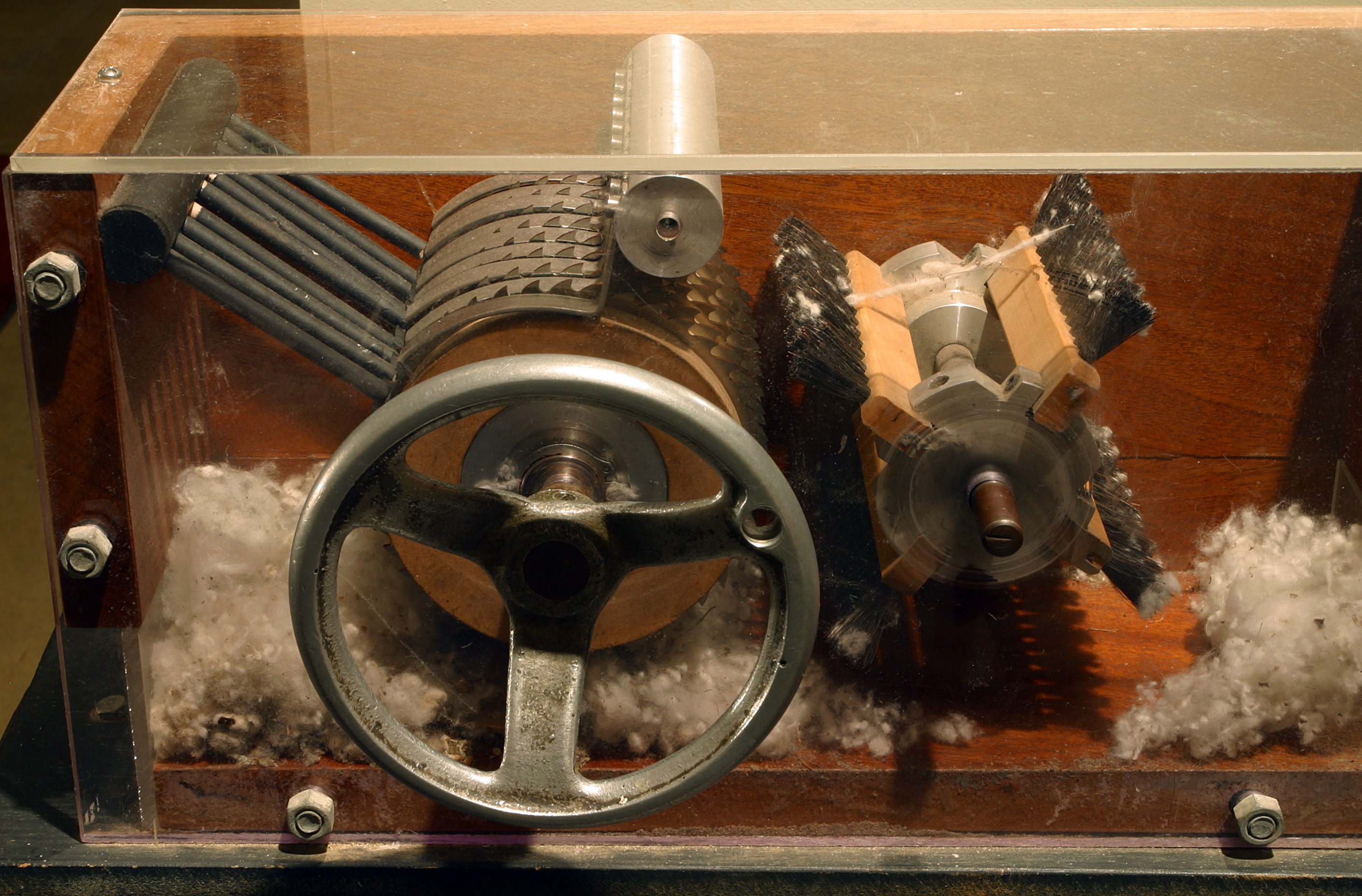
Una ginebra de cotó exposada al Museu Eli Whitney.

Després de la validació de la patent, la legislatura de Carolina del Sud va votar 50.000 dòlars pels drets d'aquest estat, mentre que Carolina del Nord va cobrar un impost de llicència durant cinc anys, a partir del qual es van obtenir uns 30.000 dòlars. Hi ha qui diu que Tennessee va pagar uns 10.000 dòlars.
Tot i que la ginebra de cotó no va guanyar a Whitney la fortuna que esperava, sí que li va donar fama. Alguns historiadors han argumentat que la ginebra de cotó de Whitney va ser una causa important, encara que no desitjada, de la Guerra Civil Americana. Després de la invenció de Whitney, la indústria de l'esclavitud de les plantacions es va rejovenir, i finalment va culminar amb la Guerra Civil.
La desmotadora de cotó va transformar l'agricultura del sud i l'economia nacional. El cotó del sud va trobar mercats preparats a Europa i a les florents fàbriques tèxtils de Nova Anglaterra. Les exportacions de cotó dels EUA van augmentar després de l'aparició de la desmotadora de cotó, des de menys de 230.000 kg el 1793 a 42.000.000 kg el 1810. El cotó era un element bàsic que es podia emmagatzemar durant llargs períodes i enviat a llargues distàncies, a diferència de la majoria de productes agrícoles. Es va convertir en la principal exportació dels EUA, representant més de la meitat del valor de les exportacions nord-americanes de 1820 a 1860.
Whitney creia que la seva ginebra de cotó reduiria la demanda de mà d'obra esclava i ajudaria a accelerar la fi de l'esclavitud del sud. Paradoxalment, la desmotadora de cotó, un dispositiu d'estalvi de mà d'obra, va ajudar a preservar i allargar l'esclavitud als Estats Units durant 70 anys més. Abans de la dècada de 1790, la mà d'obra esclava estava ocupada principalment en el cultiu d'arròs, tabac i anyil, cap dels quals ja no era especialment rendible. Tampoc el cotó, per la dificultat d'eliminar les llavors. Però amb la invenció de la ginebra, el cultiu de cotó amb mà d'obra esclava es va convertir en altament rendible: la principal font de riquesa al sud d'Amèrica i la base de l'assentament fronterer de Geòrgia a Texas. El rei Cotó es va convertir en una força econòmica dominant, i l'esclavitud es va mantenir com una institució clau de la societat del Sud.

### Parts intercanviables
Sovint s'ha atribuït erròniament a Eli Whitney haver inventat la idea de les peces intercanviables, que va defensar durant anys com a fabricant de mosquets; tanmateix, la idea va ser anterior a Whitney, i el paper de Whitney va ser de promoció i popularització, no d'invenció. La implementació reeixida de la idea va esquivar a Whitney fins al final de la seva vida, que es va produir primer a les armeries d'altres persones.
Els intents d'intercanviabilitat de peces es poden remuntar fins a les guerres púniques tant a través de restes arqueològiques de vaixells que ara es troben al Museu Archeologico Baglio Anselmi com de relats escrits contemporanis. En els temps moderns, la idea es va desenvolupar durant dècades. Un dels primers líders va ser Jean-Baptiste Vaquette de Gribeauval, un artillerista francès del segle XVIII que va estandarditzar les peces d'artilleria, encara que no la veritable intercanviabilitat de les peces. Va inspirar a d'altres, inclosos Honoré Blanc i Louis de Tousard, a treballar més en la idea, i en armes d'espatlla i artilleria. Al segle XIX aquests esforços van produir el sistema d'armes, o sistema de fabricació americà. Alguns altres habitants de Nova Anglaterra, inclòs el capità John H. Hall i Simeon North, van arribar a l'intercanvi reeixit abans que l'armeria de Whitney. L'armeria de Whitney finalment va tenir èxit poc després de la seva mort el 1825.

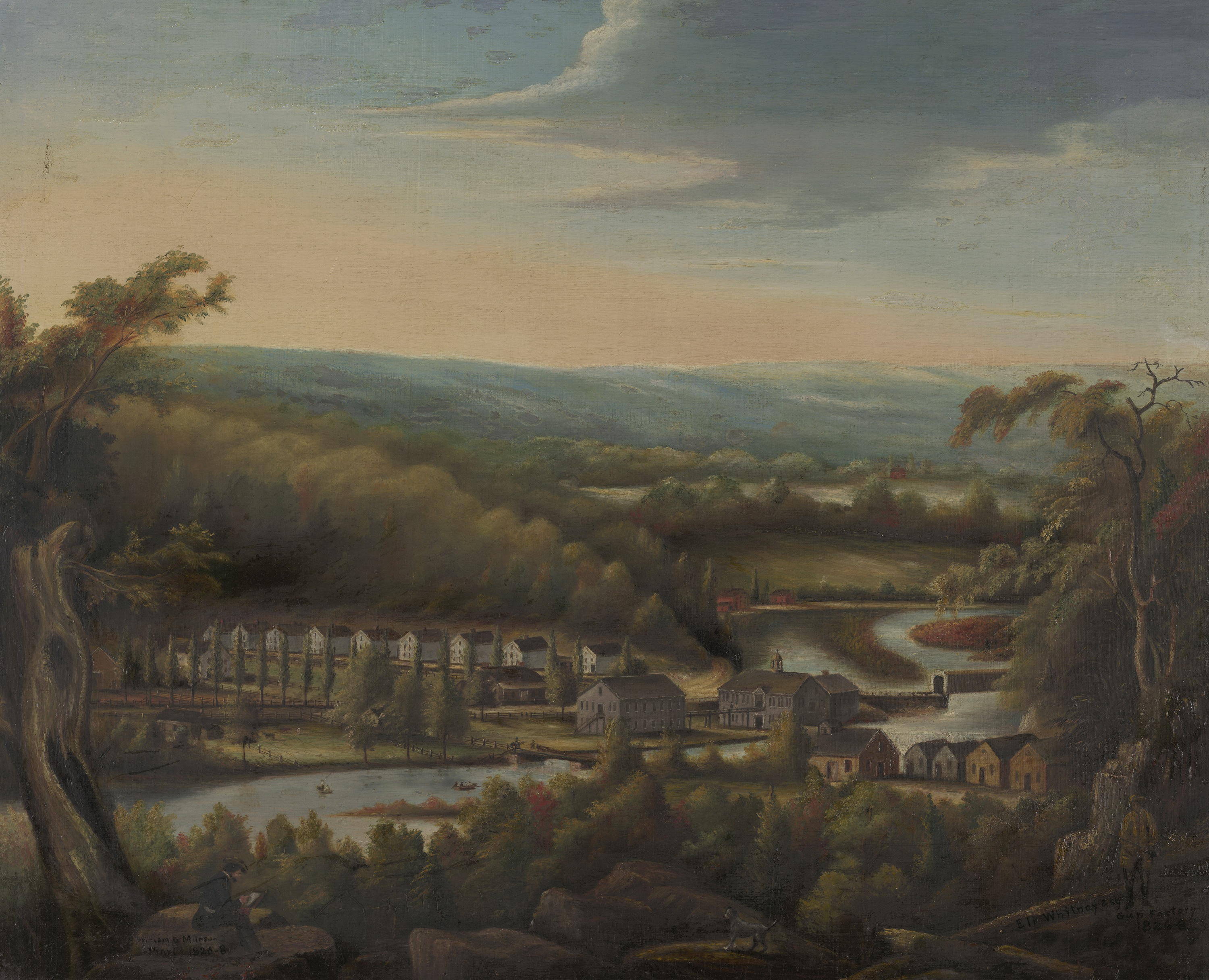
La fàbrica d'armes de Whitney el 1827

Els motius darrere de l'acceptació de Whitney d'un contracte per fabricar mosquetes el 1798 eren principalment monetaris. A finals de la dècada de 1790, Whitney estava a punt de la fallida i el litigi de la ginebra de cotó l'havia deixat profundament endeutat. La seva fàbrica de ginebra de cotó de New Haven s'havia cremat i els litigis van minvar els seus recursos restants. La Revolució Francesa havia encès nous conflictes entre Gran Bretanya, França i els Estats Units. El nou govern estatunidenc, adonant-se de la necessitat de preparar-se per a la guerra, va començar a rearmar-se. El Departament de Guerra va emetre contractes per a la fabricació de 10.000 mosquets. Whitney, que mai havia fabricat una pistola en la seva vida, va obtenir un contracte el gener de 1798 per lliurar de 10.000 a 15.000 mosquets el 1800. En aquell moment no havia esmentat peces intercanviables. Deu mesos més tard, el secretari del Tresor, Oliver Wolcott Jr., li va enviar un opuscle estranger sobre tècniques de fabricació d'armes, possiblement un dels informes d'Honoré Blanc, després del qual Whitney va començar a parlar d'intercanviabilitat.
El maig de 1798, el Congrés va votar una legislació que utilitzaria 800.000 dòlars per pagar armes petites i canons en cas que esclatés la guerra amb França. Va oferir un incentiu de 5.000 dòlars amb 5.000 dòlars addicionals un cop esgotats aquests diners per a la persona que va poder produir armes amb precisió per al govern. Com que la ginebra de cotó no li havia portat a Whitney les recompenses que creia que prometia, va acceptar l'oferta. Tot i que el contracte era d'un any, Whitney no va lliurar les armes fins al 1809, utilitzant múltiples excuses per al retard. Recentment, els historiadors han descobert que durant els anys 1801-1806, Whitney va agafar els diners i es va dirigir a Carolina del Sud per treure profit de la desmotadora de cotó.
Tot i que la demostració de Whitney de 1801 semblava mostrar la viabilitat de crear peces intercanviables, Merritt Roe Smith conclou que es va escenificar i enganyà les autoritats governamentals fent-les creure que havia tingut èxit. La farsa li va guanyar temps i recursos per assolir aquest objectiu.
Quan el govern es va queixar que el preu per mosquet de Whitney es comparava desfavorablement amb els produïts a les armeries governamentals, va poder calcular un preu real per mosquet incloent costos fixos com ara assegurances i maquinària, que el govern no havia tingut en compte. Així, va fer contribucions primerenques tant als conceptes de comptabilitat de costos com a l'eficiència econòmica en la fabricació.

### Fresadora
L'historiador de màquines-eina Joseph W. Roe va acreditar a Whitney que va inventar la primera fresadora cap al 1818. El treball posterior d'altres historiadors (Woodbury; Smith; Muir; Battison [citat per Baida]) suggereix que Whitney es trobava entre un grup de contemporanis que desenvolupaven fresadores gairebé al mateix temps (1814 a 1818), i que els altres eren més importants per a la innovació que Whitney. (La màquina que va entusiasmar Roe potser no es va construir fins al 1825, després de la mort de Whitney.) Per tant, cap persona pot ser descrita correctament com l'inventor de la fresadora.

## Vida posterior i llegat
Malgrat els seus orígens humils, Whitney era molt conscient del valor de les connexions socials i polítiques. En construir el seu negoci d'armes, va aprofitar al màxim l'accés que li donava la seva condició d'antic alumne de Yale a altres graduats ben situats, com Oliver Wolcott Jr., secretari del Tresor (promoció de 1778), i James Hillhouse, un desenvolupador i líder polític de New Haven.
El seu matrimoni de 1817 amb Henrietta Edwards, néta del famós evangelista Jonathan Edwards, filla de Pierpont Edwards, cap del Partit Demòcrata a Connecticut, i cosí germà del president de Yale, Timothy Dwight, el principal federalista de l'estat, el va vincular encara més a l'elit governant de Connecticut. En un negoci que depenia dels contractes governamentals, aquestes connexions eren essencials per a l'èxit.
Whitney va morir de càncer de pròstata el 8 de gener de 1825 a New Haven, Connecticut, només un mes després del seu 59è aniversari. Va deixar enrere una vídua i els seus quatre fills. Un dels seus fills, Eli Whitney III (conegut com Eli Whitney Jr.), va ser fonamental en la construcció de l'aigua de New Haven, Connecticut. Durant el transcurs de la seva malaltia, es diu que va inventar i construir uns quants dispositius per alleujar mecànicament el seu dolor.
El Programa d'Estudiants Eli Whitney, el programa d'admissió per a estudiants no tradicionals de la Universitat Yale, rep el seu nom en honor a Whitney, que no només va començar els seus estudis allà quan tenia 23 anys, sinó que també es va graduar en Phi Beta Kappa en només tres anys.